# Dangerous Years

Dangerous Years est un film américain réalisé par Arthur Pierson, sorti en 1947.

## Synopsis
Un jeune délinquant, Danny, vient exercer sa mauvaise influence sur un groupe de jeunes. Il met en place un cambriolage devant tous les impliquer, mais ce projet est dénoncé. S'ensuivent une mort, un procès et un secret de famille dévoilé.

## Fiche technique
- Titre original : Dangerous Years
- Réalisation : Arthur Pierson
- Scénario : Arnold Belgard
- Image : Benjamin Kline
- Musique : Rudy Schrager
- Son : Max M. Hutchinson
- Montage : Frank Babridge, William Claxton
- Production : 20th Century Fox
- Pays d’origine :  États-Unis
- Langue : anglais
- Format : noir et blanc – 35 mm – 1,37:1 – mono (Western Electric Recording)
- Genre : drame
- Durée : 62 minutes
- Date de sortie : 
  - États-Unis : 7 décembre 1947

## Distribution
- Billy Halop : Danny Jones
- Scotty Beckett : Willy Miller
- Richard Gaines : Edgar Burns
- Ann E. Todd : Doris Martin
- Jerome Cowan : Weston
- Marilyn Monroe : Eve
- Dickie Moore : Gene Spooner

## À noter
- Il s'agit officiellement du 2e film de Marilyn Monroe en raison de la date de sa sortie, mais elle l'a tourné après Bagarre pour une blonde (Scudda Hoo ! Scudda Hay ! ). Elle y joue une serveuse dans un café où les jeunes se réunissent et y prononce quelques mots.
- La 20th Century Fox ne renouvela pas son contrat à l'issue du tournage et Marilyn va ensuite travailler pour d'autres studios avant de revenir à la Fox pour une plus longue période. Elle retournera sous les ordres du réalisateur Arthur Pierson dans Home Town Story (1951)